# Marko Pjaca
Marko Pjaca (* 6. května 1995 Záhřeb) je chorvatský profesionální fotbalista, který hraje za italský celek Empoli FC, kde je na hostování z Juventusu. Mezi lety 2014 a 2018 odehrál také 24 utkání v dresu chorvatské reprezentace, ve kterých vstřelil 1 branku.

## Klubová kariéra
Jako dítě hrál za Dinamo Záhřeb. Do velkého fotbalu jej uvedl klub Lokomotiva Záhřeb, odkud se vrátil do Dinama. Jeho výkony za Dinamo oslovily Juventus, který jej odkoupil v roce 2016.
V první sezoně za Juventus si zahrál ve 14 zápasech Serie A a další šestici zápasů přidal v pohárech, jeho role ale byla spíše role střídajícího fotbalisty. Omezovala ho rovněž zranění – na podzim měl potíže s prasklou lýtkovou kostí a na jaře zase s kolenními vazy.
V sezoně zaznamenal jediný gól, a to v osmifinále Ligy mistrů proti Portu. V 67. minutě dorazil na hřiště namísto Juana Cuadrada a v 72. minutě dal gól. Juventus vyhrál 2:0 a v Lize mistrů dokráčel až do finále. Začátek sezony 2017/18 se zotavoval ze zranění, v lednu pak zamířil hostovat do německého klubu Schalke 04.
Ve svém druhém zápase v 16. minutě otevřel skóre, Hannover ale dokázal vyrovnat na konečných 1:1.
Začátkem března jednou brankou rozhodl o osudu domácího zápasu s Herthou Berlin.
V srpnu 2018 zamířil hostovat na jeden rok do Fiorentiny, která za něj dala částku 2 milionů eur a zajistila si opci na případnou koupi.
Za tu odehrál 19 zápasů v Serii A sezony 2018/19 a vstřelil jednu branku, v zápase proti SPAL 2013 (3:0).
Závěr sezony znovu zameškal kvůli zranění.

## Úspěchy
Individuální
- Chorvatský fotbalista roku
  - 2015, 2016